# Varanus gilleni
Varanus gilleni är en ödleart som beskrevs av Lucas och Frost 1895. Varanus gilleni ingår i släktet Varanus och familjen Varanidae. Inga underarter finns listade i Catalogue of Life.
Arten förekommer i delstaterna Northern Territory, Queensland, South Australia och Western Australia i Australien. Honor lägger ägg. Ödlan lever i låglandet och i kulliga landskap. Den vistas i halvöknar, gräsmarker och skogar. Denna varan gömmer sig ofta under lösa barkskivor eller i trädhålor. Födan utgörs av ryggradslösa djur och av små ryggradsdjur som andra ödlor, gnagare och fåglar. Arten äter även svansar av större geckoödlor. Ibland syns flera exemplar på samma plats.
Exemplar som hölls som terrariedjur är vanligen född i fångenskap. Hela populationen anses vara stabil. IUCN listar arten som livskraftig (LC).

## Bildgalleri

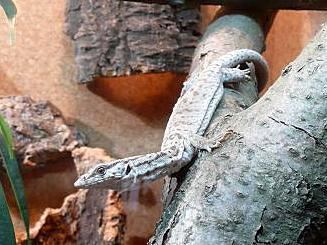